# Burg Schadeleben
Die Burg Schadeleben, auch Schloss Schadeleben oder Burghof Salzelmen genannt, ist ein Burgrest in der Straße Burghof 1 in der Stadt Schönebeck im Salzlandkreis in Sachsen-Anhalt.

## Geschichte
Die Burg wurde 1310 bis 1319 Erzbischof Burchard III. von Magdeburg erbaut, 1533 und 1804 schlossartig ausgebaut. Die Burg wurde 1874 bis auf ein dreistöckiges Wohnhaus abgerissen.
Mit der Besetzung Schönebecks am 22. Oktober 1806 durch den Marschall Ney wurde die Burg Schadeleben, bis dahin Zwangsarbeitsanstalt, zum Lazarett gewandelt. Alle Sträflinge wurden entlassen. Bei der Räumung wurde das Inventar verschleppt und viel zerstört (Bericht von Wilhelm Schulz).
Während des Zweiten Weltkrieges veranlasste der Heimatforscher Wilhelm Schulze die Lagerung der Archivalien im Schönebecker Salzschacht und organisierte 1950 den Umzug des Stadtarchivs in das Burggebäude des Burghofes Salzelmen, der ehemaligen Burg Schadeleben.
Der Burghof war zeitweise Aufnahmeheim für westdeutsche Übersiedler und 1961 wurde die Einrichtung ein Pflegeheim.
Die ehemalige Burganlage zeigt noch das Torhaus mit Wehrmauer, ein Burggebäude (Bäderhaus) und das noch erhaltene Wohngebäude der Burg sowie ein neueres Schlossgebäude (Haus Mechthild) mit dem Rest einer Umfassungsmauer.